# Daniel Owen
Daniel Owen (Mold, 20 ottobre 1836 – Mold, 22 ottobre 1895) è stato uno scrittore gallese di lingua gallese.

## Biografia
Nacque in una famiglia operaia, ultimo di sei figli. Il padre Robert Owen era un minatore di carbone, la madre apparteneva alla famiglia di Thomas Edwards. Il padre e due fratelli, James e Robert, morirono il 10 maggio 1837 a causa di un incidente minerario nel quale si allagò la miniera di Argoed. La disgrazia ebbe pesanti conseguenze per la famiglia, che rimase in miseria tanto da dover dipendere economicamente dall'aiuto della parrocchia. Owen non ricevette mai un'istruzione ufficiale, e fu sempre grato alla scuola domenicale per tutto ciò che apprese.
All'età di 12 anni iniziò l'apprendistato presso il sarto Angel Jones, che era anche un ministro di culto della Chiesa metodista calvinista. Owen parlò di questo apprendistato come di "una specie di College", e cominciò a scrivere sotto l'incoraggiamento di un suo collega. Owen fece del negozio di sartoria un'occasione per discutere e dibattere vari argomenti con i lavoratori e i clienti, come risulta chiaramente anche dai suoi romanzi. Tra gli argomenti di discussione vi erano le questioni politiche e teologiche; e si leggevano a voce vari testi in gallese e in inglese che contenevano romanzi di autori inglesi come George Eliot e Walter Scott. Owen e altri autori della sua cerchia scrivevano anche poesie, e tra le prime opere dell'autore ci sono poesie scritte durante il periodo di apprendistato presso Angel Jones. La storia di questo tipo d'istruzione è riportata nel romanzo Rhys Lewis, come ad es. il tipo d'istruzione ricevuta dal personaggio "Robyn y Soldiwr" (Robin il soldato). 
Owen collaborò con il giornale Yr Amserau (I tempi); e cominciò a scrivere poesia sotto lo pseudonimo di "Glaslwyn" (Cespuglio verde), presentò le proprie opere negli Eisteddfod locali e riuscì a pubblicarne alcune. La sua prima opera significativa in gallese fu la traduzione del racconto di Timothy Shay Arthur dal titolo Ten Nights in a Bar-Room and What I Saw There (Dieci notti nella stanza di un bar e ciò che vi ho visto), nel quale si demonizzava l'alcool, pubblicata sul periodico quindicinale Charles o'r Bala (Carlo del paese di Bala). Cominciò a celebrare la messa dal 1860 in quanto intendeva ottenere il ministero di sacerdote metodista; perciò nel 1865 si iscrisse all'Istituto di teologia di Bala, ma non riuscì a ricevere l'ordinazione sacerdotale perché lasciò gli studi quando si sposò il fratello Dafydd, in quanto Daniel dovette occuparsi delle sorelle e della madre. Dal 1867 ritornò, fino al termine dei suoi giorni, a lavorare come sarto nel negozio di Angel Jones a Mold, prima come dipendente e alla fine come proprietario. Abbandonata l'intenzione di diventare sacerdote, continuò a celebrare la messa alla domenica tentando di fare del suo meglio per spostarsi tra una chiesa e l'altra nonostante la sua salute precaria. Fu membro della "Capel Bethesda" di Mold, sotto il ministero del reverendo Roger Edwards, sua guida spirituale ed anche lui scrittore di romanzi, che chiese ad Owen a dedicarsi a fondo all'attività di scrittore quando la salute non gli permise più di continuare a lavorare per la Chiesa. 
Il risultato fu la pubblicazione del racconto Offrymau Neilltuaeth (Le offerte della solitudine), prima opera originale importante scritta dall'autore, breve storia di una decisione degli anziani in una chiesa. Roger Edwards incoraggiò Owen a scrivere un romanzo da pubblicare per capitoli nel periodico, pubblicato in quel periodo dallo stesso Edwards, Y Trysorfa (La tesoreria). Il romanzo fu Y Dreflan (Il paese), che descriveva l'ambiente del paese di Mold. Il successo di questo libro spinse Edwards ad incoraggiare Owen a scrivere subito un altro romanzo. Questo ebbe il titolo di Rhys Lewis, che appena pubblicato consacrò il nome dello scrittore tra le personalità del Galles. Questo fu seguito da altri due romanzi, Enoc Huws e Gwen Tomos, e da una raccolta di racconti dal titolo Straeon y Pentan (Storie del focolare). 
Sebbene il primo romanzo Y Dreflan avesse ottenuto all'epoca un ottimo successo, oggi la fama di Owen si basa maggiormente sui tre romanzi successivi, in particolare Rhys Lewis e il suo seguito Enoc Huws, pubblicati postumi nel settimanale di lingua gallese, tuttora in vita, Y Cymro (Il gallese). In essi l'autore continuò ad analizzare l'ambiente del paese di Mold e la sua mentalità basata sulla chiesa metodista, unendo la commedia con la satira e l'introspezione psicologica, mettendo causticamente in ridicolo le tendenze che osservava nell'ambiente protestante evangelico della sua epoca. La sua opera viene a volte paragonata a quella di Charles Dickens, la quale è possibile che abbia esercitato un'influenza; sebbene l'opera di Owen rappresenti in modo univoco la sua cultura di lingua gallese e il suo ambiente che aveva come centro la chiesa.
Nonostante non fosse il primo ad avere scritto romanzi in lingua gallese, Owen è stato il primo le cui opere vengono tuttora lette diffusamente; perciò a lui è in genere attribuito il merito di vero iniziatore del romanzo in gallese. Inoltre egli esercitò un'importante influenza su molti grandi romanzieri che lo seguirono, come Kate Roberts e Thomas Rowland Hughes. 

### Il ricordo dello scrittore
Mold, il suo paese natale, celebra ogni anno un festival culturale basato sulla vita e l'opera dello scrittore. 
Inoltre il paese commemora il suo illustre cittadino con una statua, situata davanti alla biblioteca comunale; e con un centro culturale ed un centro commerciale che portano il suo nome.
La libreria di Mold, situata di fronte al pub che ha preso il posto, nello stesso edificio, dell'antica sartoria dove lo scrittore lavorava, porta il nome di "Siop y Siswrn" (Il negozio delle forbici), dal nome di un'opera di Owen del 1888. La libreria ha anche una piccola filiale nel mercato coperto di Wrexham. 
Tra il 2002 e il 2006, S4C ha trasmesso la serie Treflan, basata sui libri di Daniel Owen, soprattutto sulle vicende dei romanzi Rhys Lewis ed Enoc Huws.

### Il premio alla memoria
L'Eisteddfod (Festival) nazionale del Galles ha intitolato alla memoria dello scrittore uno dei propri premi letterari ("Gwobr Goffa Daniel Owen", Premio alla memoria di Daniel Owen), che viene assegnato al migliore romanzo inedito di non meno di 50.000 parole che contenga una storia intensa. Questo premio viene conferito annualmente dal 1978; ma, come tutti i premi dell'Eisteddfod, può non essere attribuito se nessun romanzo presentato viene riconosciuto di alta qualità.

## Opere principali
- 1879 - Offrymau Neilltuaeth (Le offerte della solitudine)
- 1881 - Y Dreflan (Il paese)
- 1885 - Rhys Lewis
- 1888 - Y Siswrn (Le forbici)
- 1891 - Enoc Huws
- 1894 - Gwen Tomos
- 1895 - Straeon y Pentan (Le storie del focolare)

## Galleria d'immagini

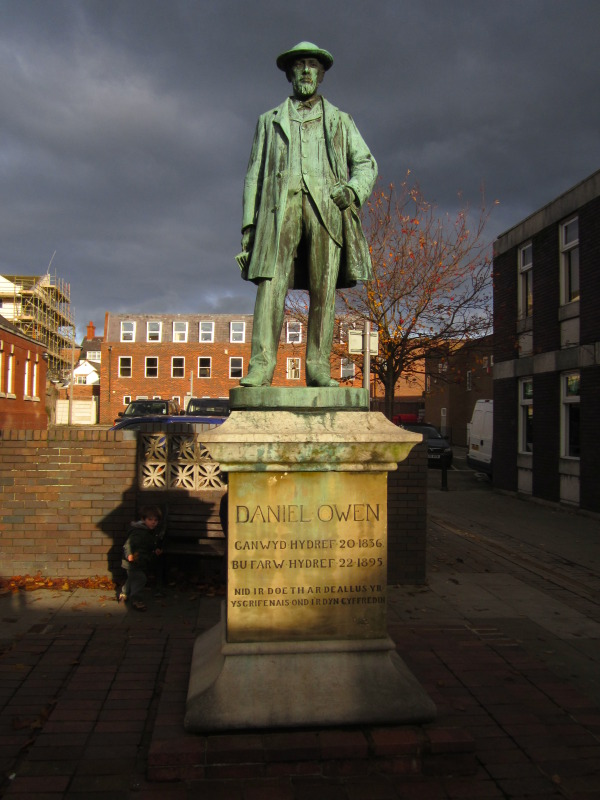
Statua di Daniel Owen, davanti alla biblioteca di Mold.
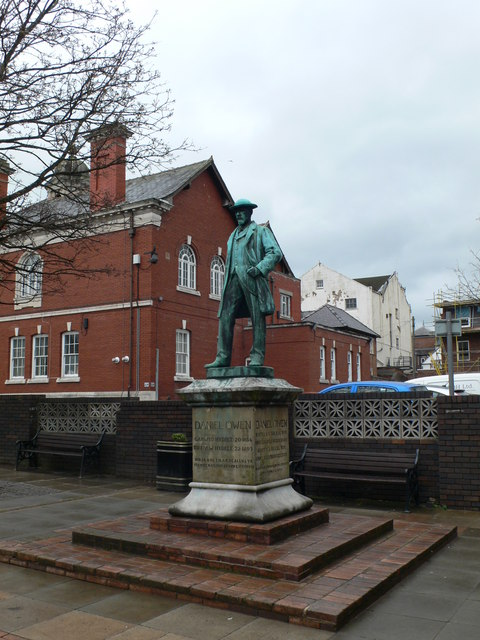
Statua di Daniel Owen.
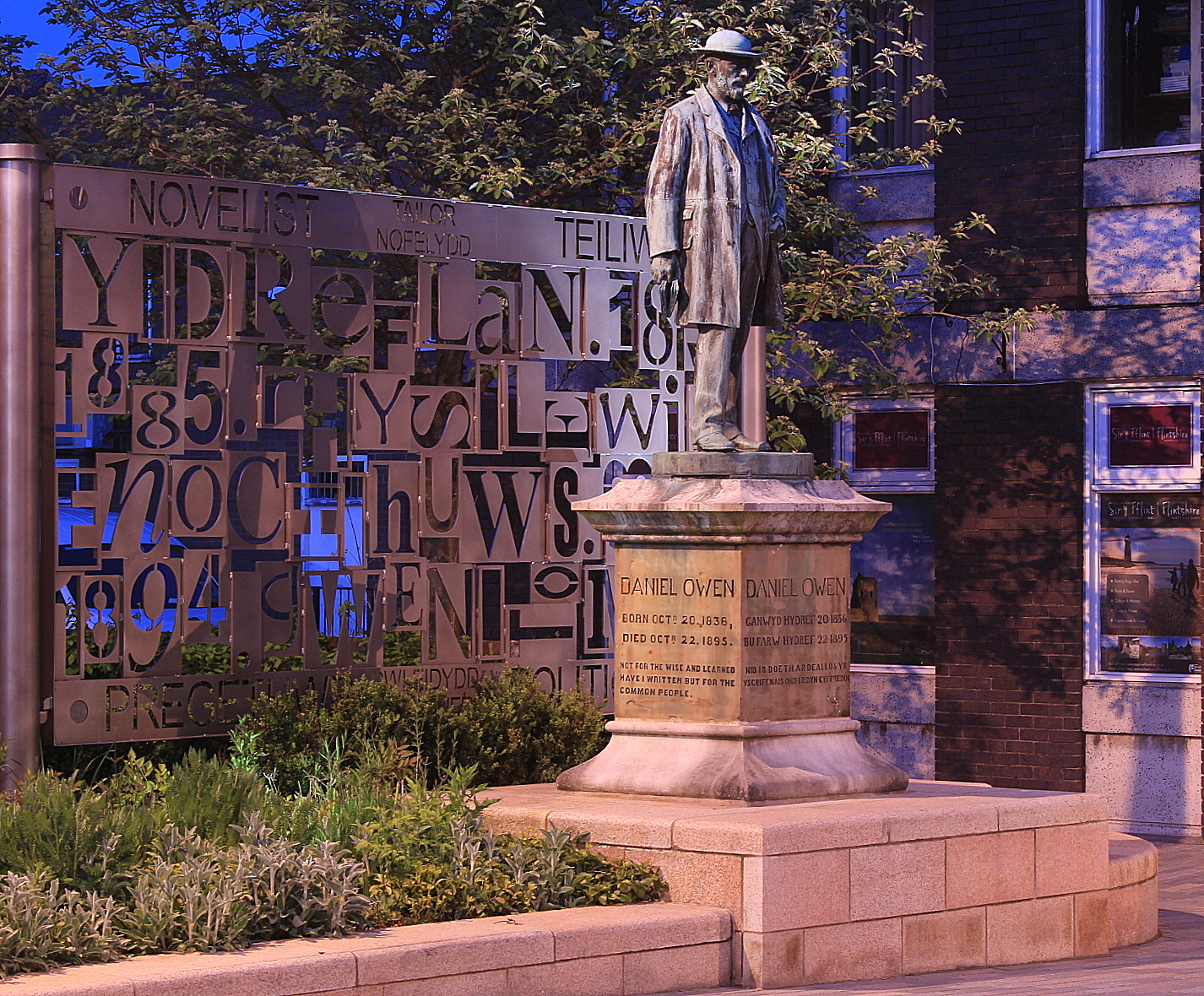
Statua di Daniel Owen.
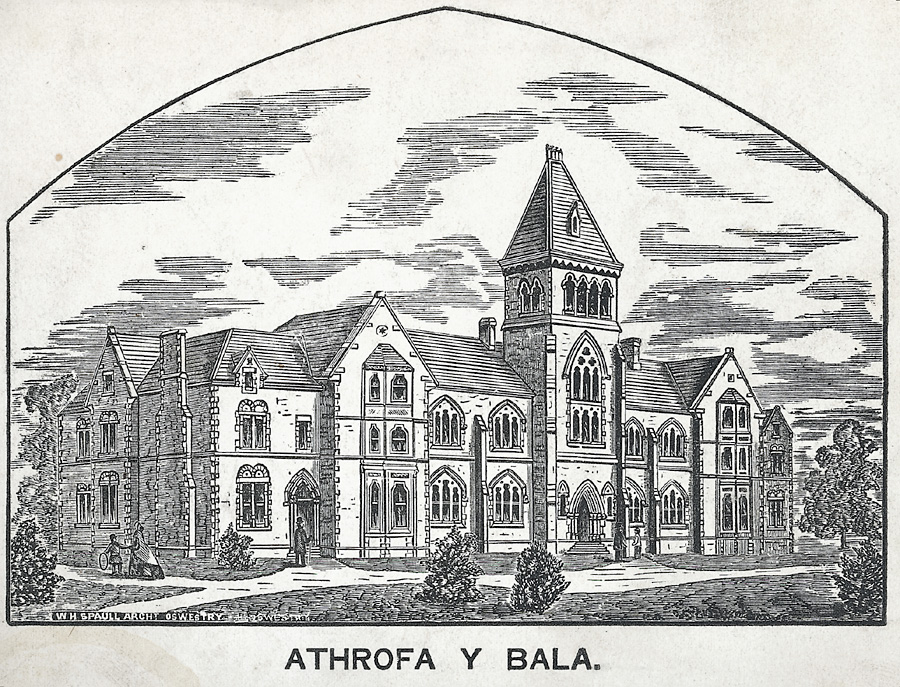
L'istituto di teologia di Bala, dove Daniel Owen studiava.
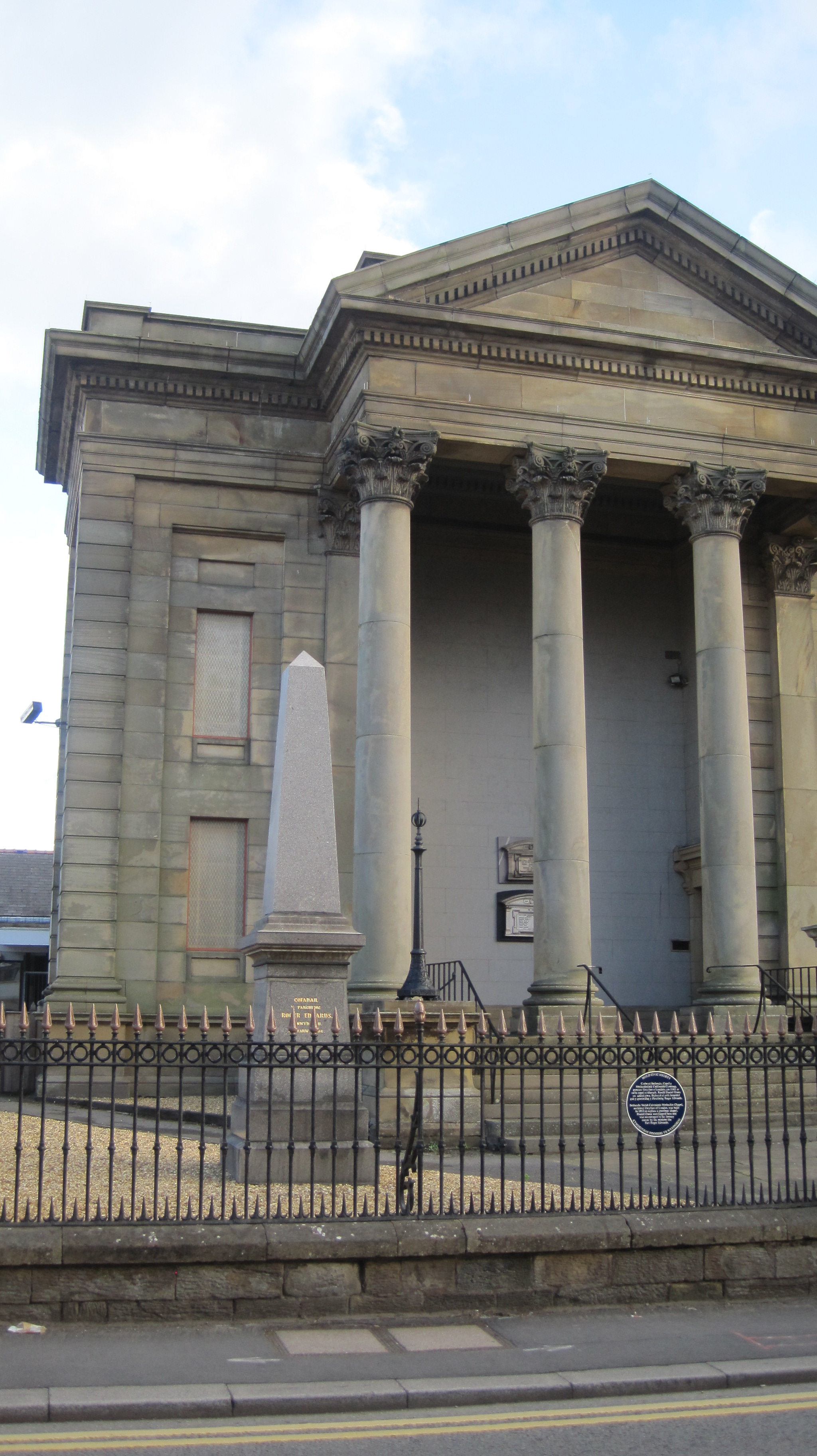
La cappella Bethesda di Mold, dove Daniel Owen celebrava la messa.
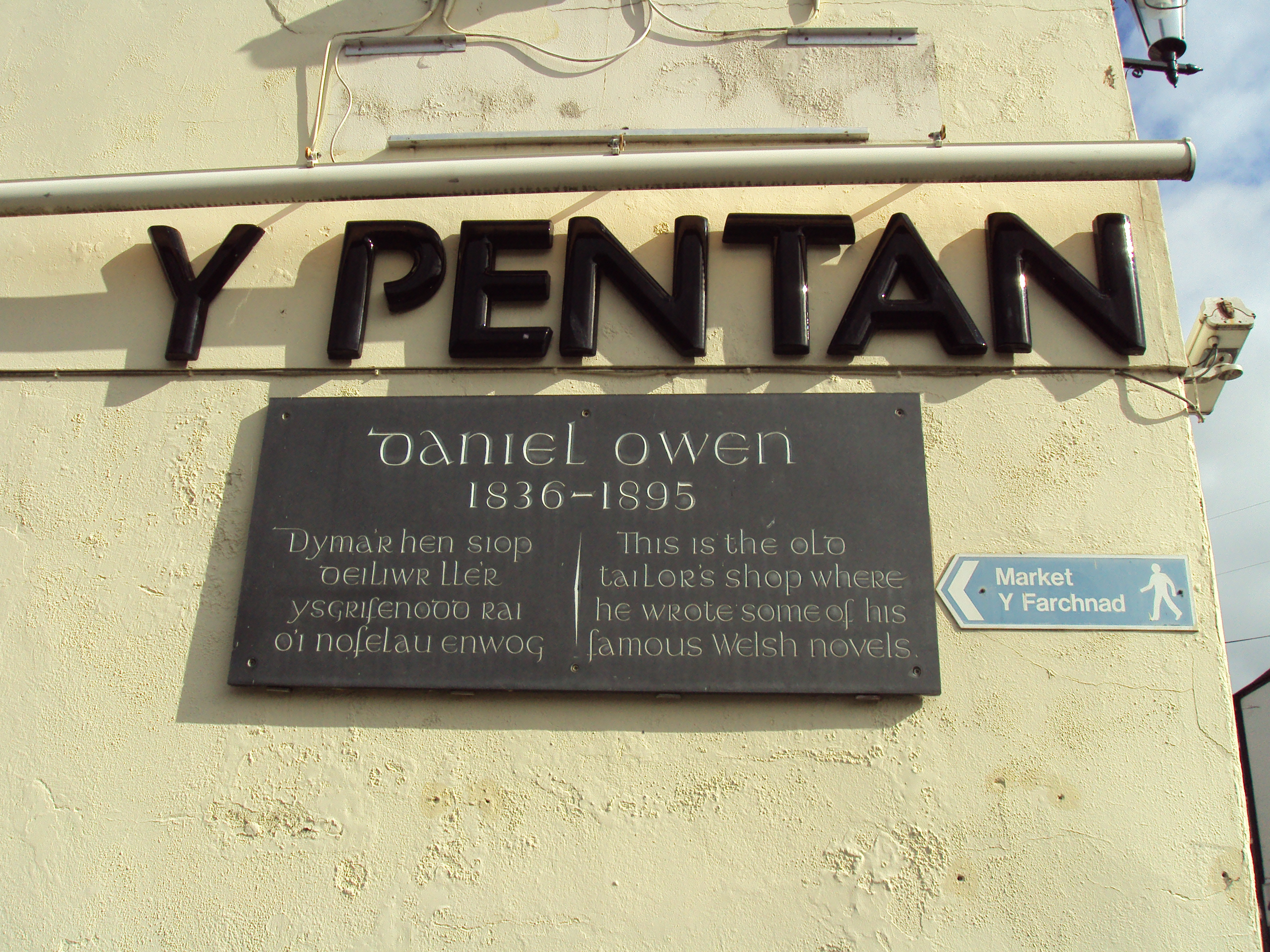
Lapide commemorativa di Daniel Owen, sul muro dell'antica sartoria dove lavorava, oggi pub "Y Pentan" (il focolare).
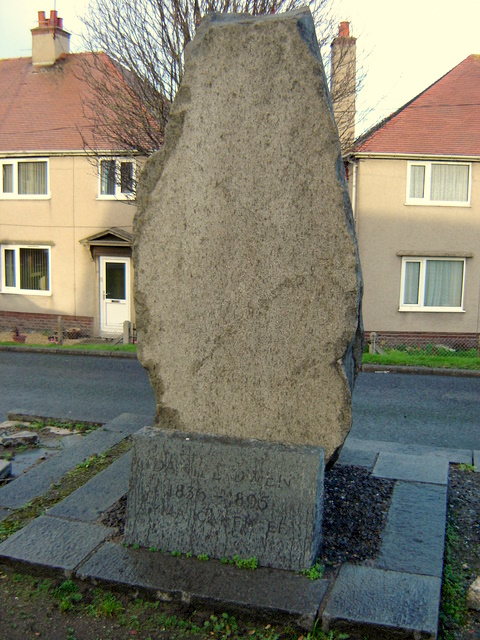
Monumento a Daniel Owen a Mold.